# 伊藤潔 (実業家)
伊藤 潔（いとう きよし、1923年12月20日 - 1993年6月22日）は、日本の経営者。川崎汽船社長、会長を務めた。兵庫県出身。

## 経歴
1951年に東京大学法学部法律学科を卒業し、同年に川崎汽船に入社。
1975年5月に取締役に就任し、1978年6月に常務、1981年6月に専務を経て、1983年6月に副社長に就任し、1985年6月には社長に昇格。1988年6月に会長に就任。
1987年4月に藍綬褒章を受章。
1993年6月22日膵臓癌のために死去。69歳没。